# Mangiennes
Mangiennes és un municipi francès situat al departament del Mosa i a la regió del Gran Est. L'any 2007 tenia 389 habitants.

## Demografia

### Població
El 2007 la població de fet de Mangiennes era de 389 persones. Hi havia 152 famílies, de les quals 44 eren unipersonals (16 homes vivint sols i 28 dones vivint soles), 36 parelles sense fills, 68 parelles amb fills i 4 famílies monoparentals amb fills.
La població ha evolucionat segons el següent gràfic:
Habitants censats

### Habitatges
El 2007 hi havia 182 habitatges, 152 eren l'habitatge principal de la família, 19 eren segones residències i 11 estaven desocupats. 168 eren cases i 11 eren apartaments. Dels 152 habitatges principals, 122 estaven ocupats pels seus propietaris, 26 estaven llogats i ocupats pels llogaters i 4 estaven cedits a títol gratuït; 2 tenien una cambra, 5 en tenien dues, 14 en tenien tres, 35 en tenien quatre i 96 en tenien cinc o més. 128 habitatges disposaven pel capbaix d'una plaça de pàrquing. A 58 habitatges hi havia un automòbil i a 72 n'hi havia dos o més.

### Piràmide de població
La piràmide de població per edats i sexe el 2009 era:
| Homes | Edats   | Dones |
| ----- | ------- | ----- |
| 0     | 95 o +  | 0     |
| 0     | 90 a 94 | 0     |
| 8     | 85 a 89 | 4     |
| 4     | 80 a 84 | 4     |
| 8     | 75 a 79 | 8     |
| 4     | 70 a 74 | 4     |
| 16    | 65 a 69 | 16    |
| 8     | 60 a 64 | 0     |
| 8     | 55 a 59 | 12    |
| 0     | 50 a 54 | 8     |
| 8     | 45 a 49 | 8     |
| 12    | 40 a 44 | 8     |
| 20    | 35 a 39 | 20    |
| 24    | 30 a 34 | 8     |
| 4     | 25 a 29 | 24    |
| 12    | 20 a 24 | 8     |
| 16    | 15 a 19 | 16    |
| 0     | 10 a 14 | 16    |
| 4     | 5 a 9   | 16    |
| 24    | 0 a 4   | 12    |

## Economia
El 2007 la població en edat de treballar era de 237 persones, 166 eren actives i 71 eren inactives. De les 166 persones actives 147 estaven ocupades (90 homes i 57 dones) i 19 estaven aturades (9 homes i 10 dones). De les 71 persones inactives 17 estaven jubilades, 15 estaven estudiant i 39 estaven classificades com a «altres inactius».

### Ingressos
El 2009 a Mangiennes hi havia 157 unitats fiscals que integraven 396 persones, la mediana anual d'ingressos fiscals per persona era de 15.487 €.

### Activitats econòmiques
Dels 11 establiments que hi havia el 2007, 2 eren d'empreses extractives, 1 d'una empresa alimentària, 2 d'empreses de construcció, 2 d'empreses de comerç i reparació d'automòbils, 1 d'una empresa d'hostatgeria i restauració i 3 d'empreses de serveis.
Dels 4 establiments de servei als particulars que hi havia el 2009, 1 era un taller de reparació d'automòbils i de material agrícola, 1 paleta, 1 lampisteria i 1 veterinari.
L'únic establiment comercial que hi havia el 2009 era una fleca.
L'any 2000 a Mangiennes hi havia 10 explotacions agrícoles que ocupaven un total de 1.134 hectàrees.

## Equipaments sanitaris i escolars
El 2009 hi havia una escola elemental integrada dins d'un grup escolar amb les comunes properes formant una escola dispersa.

## Poblacions més properes
El següent diagrama mostra les poblacions més properes.